# Neustift an der Lafnitz
Neustift an der Lafnitz è un comune austriaco di 783 abitanti nel distretto di Oberwart, in Burgenland; ha lo status di comune mercato (Marktgemeinde).